# Elizabeth Williams Champney
Elizabeth Williams Champney, née le 6 février 1850 à Springfield, Ohio, États-Unis, morte le 13 octobre 1922 à Seattle, est un écrivain américain, romancière et auteur de littérature d'enfance et de jeunesse,.

## Biographie
Ses parents, des abolitionistes, rejoignirent le Territoire du Kansas pendant sa jeunesse pour participer à la lutte contre l'extension de l'esclavagisme au Kansas. Après la Guerre de Sécession, elle étudie au Seminary for Young Ladies à Lexington, où le peintre James Wells Champney (en) fut son professeur de dessin,. Elle termine son éducation à Vassar College, où elle obtient un Bachelor of Arts en 1869. Elle y fut l'élève de Maria Mitchell à laquelle elle dédiera In the Sky Garden publié en 1877.
De retour au Kansas, elle est professeur de dessin au Kansas State Agricultural College à Manhattan,.
En mai 1873, elle épouse James Wells Champney qui était passé par Manhattan au cours d'un voyage dont le but était d'illustrer un article intitulé The Great South par Edward King (en) pour le Scribner’s Monthly (en),,. Pendant les trois années suivantes, le couple voyage dans le sud des États-Unis, en Europe, puis s'établit sur la Côte Est,. Sa première œuvre, un poème, fut publiée six mois après le mariage.

## Carrière

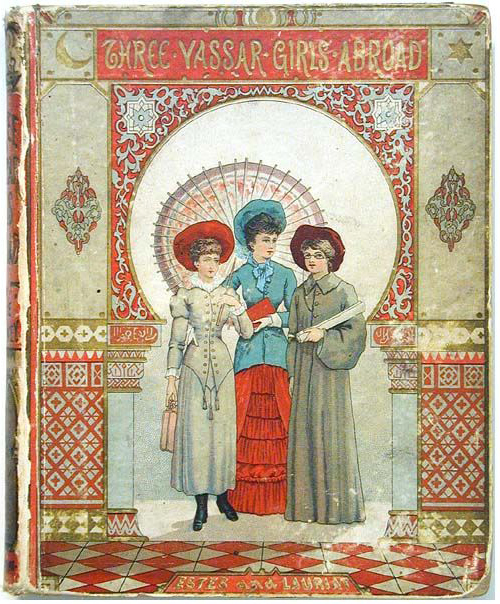
Couverture de Three Vassar Girls Abroad

En 1876, Elizabeth et James Wells Champney s'installent à Deerfield. En 1879, le couple achète une maison à New York où James Wells Champney ouvre un atelier sur la Cinquième Avenue.  Elizabeth and James Wells Champney continuèrent à faire de fréquents voyages, particulièrement en Europe et en Afrique du Nord.
Dès 1876, Elizabeth Champney commence à publier des récits fictionnels de voyage dans le Harper's Magazine. En 1883, elle publie la première de la série des Three Vassar Girls Abroad, des romans destinés aux jeunes filles. Cette série comportera onze romans, dont le dernier, Three Vassar Girls in the Holy Land, date de 1892. Elle fut publiée par Estes & Lauriat, à Boston.
Elizabeth Champney publie le premier volume de la série Witch Winnie en 1889, intitulé Witch Winnie: The Story of a "King's Daughter". La série en comprendra neuf, le dernier, Witch Winnie in Spain, en 1898. Le premier fut publié par Oliphant, Anderson and Ferrier (en) et les suivants par Dodd, Mead and Company.
À partir de 1899, Elizabeth Champney se consacre plus à des romans pour adultes, en commençant par The Romance of the Feudal Chäteaux. Elle écrivit neuf romans de ses « Romance series », dont le dernier, The Romance of Russia, from Rurik to Bolshevik, fut publié en 1921, un an avant sa mort. Ces livres furent publiés par G. P. Putnam's Sons.